# راجپوت
راجپوت (هندی: राजपूत) یک خوشه بزرگ چند جزء از کاست‌ها و گروه‌های محلی است که وضعیت اجتماعی و ایدئولوژی تبار و شجره‌نامهٔ خود را از منشأ شبه‌قارهٔ هند می‌دانند. اصطلاح راجپوت شامل قبیله‌های مختلفی است که از لحاظ تاریخی با جنگجوها در ارتباط هستند: چندین قبیله ادعای راجپوت را دارند، اگرچه همهٔ ادعاها مورد قبول جهانی نیست.
خاستگاه راجپوت‌ها موضوعی است که بسیار مورد بحث در بین مورخان بوده‌است. نویسندگان دورهٔ استعمار، آن‌ها را به عنوان نوادگان مهاجمان خارجی مانند سکاها یا هون‌ها توصیف می‌کردند و معتقد بودند که اسطورهٔ آگنیکولا برای پنهان کردن منشأ خارجی آن‌ها اختراع شده‌است. براساس این نظریه، راجپوت‌ها از زمان منشأ این مهاجمان در قرن ۶ یا ۷، به دنبال فروپاشی امپراتوری گوپتا، در دستهٔ کشاتریا جذب شدند. در حالی که بسیاری از این نویسندگان استعماری برای اثبات قانون اساسی استعمار، این نظریه با منشأ خارجی را تبلیغ می‌کردند، این تئوری توسط بعضی از محققان هندی همچون D. R. Bhandarkar نیز پشتیبانی می‌شد
محل سکونت فعلی آن‌ها در شبه‌قاره ٔهند، به ویژه شمال هندوستان است. شهرت آنان بیشتر در سربازی و جنگاوری است و بسیاری از آنان در نیروهای مسلح هند خدمت می‌کنند.
امروزه بیشتر راجپوت‌های هند در ایالت راجستان زندگی می‌کنند هرچند در تمام شبه‌قاره به‌ویژه ایالت‌های شمالی و مرکزی هند مانند هیماچال پرادش، جامو، پنجاب، اوتاراکند، مادیا پرادش، بیهار، گجرات، مهاراشترا و اوتار پرادش پراکنده‌اند.